# Epictia unicolor
Espèce
Synonymes
- Glauconia unicolor Werner, 1913

Epictia unicolor est une espèce de serpents de la famille des Leptotyphlopidae.

## Répartition
L'origine de cette espèce est incertaine. Elle proviendrait « probablement » du Brésil.

## Description
L'holotype mesure 172 mm.

## Publication originale
- Werner, 1913 : Neue oder seltene Reptilien und Frösche des Naturhistorischen Museums in Hamburg. Mitteilungen aus dem Hamburgischen Zoologischen Museum und Institut, vol. 30, p. 1-51 (texte intégral).